# 대한민국 공보부
공보부(公報部)는 정보·법령 및 조약의 공포·언론·보도·정기 간행물·선전·보도 선전을 위한 영화 및 예술과 방송에 관한 사무를 관장하는 대한민국의 옛 중앙행정기관이다. 1961년 6월 22일 국무원 사무처의 공보국과 방송관리국을 통합하여 발족하였으며 1968년 7월 23일 문화공보부로 개편되면서 폐지되었다.

## 설치 근거 및 소관 업무
- 정부조직법 [법률 제631호, 1961.06.22 일부개정] 제14조 및 제26조의2[1]
- 공보부직제 [각령 제21호, 1961.06.22 제정] 제1조[2]

## 연혁
- 1961년 6월 22일 - 공보부를 신설.
- 1968년 7월 23일 - 공보부를 폐지하고 문화공보부를 신설.

## 조직
| - 공보국 ( 1961.06 ~ 1968.07 ) - 국립국악원 ( 1961.10 ~ 1968.07 ) - 국립영화제작소 ( 1961.06 ~ 1968.07 ) - 기획관리실 ( 1963.12 ~ 1968.07 ) - 문화선전국 ( 1961.06 ~ 1968.07 ) | - 방송관리국 ( 1961.06 ~ 1968.07 ) - 서울국제방송국 ( 1963.09 ~ 1968.07 ) - 서울중앙방송국 ( 1963.09 ~ 1968.07 ) - 서울텔레비젼방송국 ( 1963.09 ~ 1968.07 ) - 조사국 ( 1961.06 ~ 1968.07 ) - 중앙국립극장 ( 1962.01 ~ 1968.07 ) |

## 역대 장·차관

### 공보부 장관
| 정부        | 대수 | 이름           | 임기                               | 출신지                   | 출신학교      | 비고                                                                                               |
| ----------- | ---- | -------------- | ---------------------------------- | ------------------------ | ------------- | -------------------------------------------------------------------------------------------------- |
| 제 2 공화국 | 초대 | 심흥선(沈興善) | 1961년 5월 22일 ~ 1961년 7월 6일   | 경기 개성                | 육사          | 육사 교장&육군참모차장&합동참모의장&총무처 장관&주 스페인 대사                                     |
| 제 2 공화국 | 2대  | 오재경(吳在璟) | 1961년 7월 7일 ~ 1962년 6월 17일   | 황해 옹진                | 일본 릿쿄대   | 한국관광공사 사장&동아일보 사장                                                                    |
| 제 2 공화국 | 3대  | 이원우(李元雨) | 1962년 6월 18일 ~ 1963년 4월 11일  | 경북 영천                | 서울대        | 경희대 교수&공보부 차관&제7대 국회의원&한국관광공사 사장                                           |
| 제 2 공화국 | 4대  | 임성희(任星熙) | 1963년 4월 12일 ~ 1963년 12월 16일 | 전북 금산 (현 충남 금산) | 중앙대        | 중앙대 총장                                                                                        |
| 제 3 공화국 | 5대  | 김동성(金東晟) | 1963년 12월 17일 ~ 1964년 5월 10일 | 충북 청원                | 서울대        | 명지대 교수&서울대 교수&제9대 국회의원&주 아르헨티나 대사&한국음악협회장&대한공연윤리위원회 이사장 |
| 제 3 공화국 | 6대  | 이수영(李壽榮) | 1964년 5월 11일 ~ 1964년 9월 1일   | 평북 철산                | 일본 와세다대 | 외무부 차관&주 UN 대사                                                                             |
| 제 3 공화국 | 7대  | 홍종철(洪種哲) | 1964년 9월 16일 ~ 1968년 7월 23일  | 평북 철산                | 서울대&육사   | 대통령경호실장&문교부 차관&문교부 장관                                                             |

### 공보부 차관
| 정부        | 대수 | 이름           | 임기                               | 출신지              | 출신학교    | 비고                                                                            |
| ----------- | ---- | -------------- | ---------------------------------- | ------------------- | ----------- | ------------------------------------------------------------------------------- |
| 제 2 공화국 | 초대 | 이원우(李元雨) | 1961년 7월 5일 ~ 1962년 6월 18일   | 경북 영천           | 서울대      | 경희대 교수&공보부 장관&제7대 국회의원&한국관광공사 사장                        |
| 제 2 공화국 | 2대  | 최세경(崔世卿) | 1962년 6월 19일 ~ 1963년 2월 1일   | 경남 사천           | 서울대      | 제8·9대 국회의원&한국방송공사 사장                                              |
| 제 2 공화국 | 3대  | 고영보(高永輔) | 1963년 2월 16일 ~ 1963년 12월 16일 | 경남 김해           | 경희대      | 공보부 인사국장                                                                 |
| 제 3 공화국 | 4대  | 정병조(鄭炳組) | 1963년 12월 17일 ~ 1964년 5월 18일 | 경남 함양           | 일본 호세대 | 성균관대 교수                                                                   |
| 제 3 공화국 | 5대  | 노석찬(盧錫瓚) | 1964년 5월 19일 ~ 1966년 12월 28일 | 경기 경성 (현 서울) | 연세대      | 주 브라질 대사&주 오스트레일리아 대사&주 아르헨티나 대사                        |
| 제 3 공화국 | 6대  | 이춘성(李春成) | 1966년 12월 29일 ~ 1968년 7월 23일 | 전북 전주           | 고려대      | 전라북도지사&문교부 문예국장&공보부 기획관리실장&국립중앙도서관장&명성그룹 고문 |